# The Prisoner of Benda
The Prisoner of Benda (рус. «Заключённый Бенды») — 10 эпизод 6 сезона мультсериала «Футурама».

## Сюжет
Профессор и Эми наконец-то закончили работу над Мозгообменником, который способен перемещать разум одного человека в тело другого человека. Эми решила наесться на всю жизнь, и при этом не разжиреть, а Профессор хочет весело проводить время и ни о чём не беспокоиться, и они поменялись телами. Однако Профессору не угодило тело Эми, и он хотел обратно поменяться, но вернуть назад свои разумы в свои тела не получилось.
Бендер тем временем решил украсть корону императора Робо-Венгрии Николая, который приезжает в эту неделю в Нью-Нью-Йорк на своей яхте, и поэтому меняется с Эми (Профессором) телами. Бендер (Профессор) сбегает в Робо-цирк. Эми (Бендер) залезает на яхту, но его засекли, и ему пришлось рассказать про то, что он — робот в женском теле. Императору наскучила золотая клетка, и он решает поменяться телами с телом Бендера, но потом Эми (Бендер) узнаёт, что Бендер (Профессор) сбежал и Эми (Бендер) меняет телами Николая с электрическим ведром.
Лила тем временем считает, что Фрая интересует только внешность, и меняется с Профессором (Эми) телами, чтобы убедиться, что Фраю важна только внешность.
Фрай решил поменяться телами с Зойдбергом, чтобы отомстить Лиле, после чего приглашает Профессора (Лила) в ресторан. Там они своеобразно поняли, что не важно, как ты выглядишь, и помирились, впервые за весь сериал занявшись сексом.
Гермес же, увидев, что Эми сделала с телом Лилы, меняется с ней телами, в ресторане Гермес (Эми), увидев, что Профессор (Лила) и Зойдберг (Фрай) целуются взасос, навсегда потеряла аппетит.
Николай (Бендер) узнаёт, что его жена давно крутит роман с его кузеном Василем, и теперь они оба хотят убить Николая, и им нет дела до того, что Николай в другом теле. Николай (Бендер) убегает, но вспоминает, что он должен произнести речь в ООН. Тут его настигают Василь и жена Николая. Бендер (Профессор) по телевизору видит, что Николай в опасности, и пушка Берта (старая пушка против обмена телами, заявляя, что её старое тело лучше другого) соглашается ему помочь, хоть это и будет её последним выстрелом. Бендер спасает Николая, нагнав на Василя кучу маленьких клоунов, которые его разрубают на части.
У персонала Планетного Экспресса лишь одна проблема — как вернуть свои разумы в свои тела. Им помогают баскетболисты, которые объясняют, что для того, чтобы вернуть 2 разума в их тела, достаточно двух «запасных игроков». Всем людям удалось вернуться в свои тела. А Бендер так и не украл корону императора — он отдаёт принцу фальшивую корону, спрятав настоящую, в тот момент, у себя (Николая) в бардачке. После обмена корона остаётся у хозяина.

## Персонажи
Список новых или периодически появляющихся персонажей сериала
- Линда
- Морбо
- Дебют: Император Николай
- Дебют: Василь
- Скраффи
- Голова Ричарда Никсона
- Итан «Баблгам» Тэйт

## Аллюзии
- Название и сюжет серии напоминают роман «Узник Зенды».
- Бендер в теле Эми танцует Лунную походку, чтобы убедить императора Николая, что он робот.
- Бендер и Николай меняются на день ролями, как принц и нищий.
- Лила в теле Профессора ходила в кинотеатр на просмотр картины «Семьянин» с пенсионной скидкой в 2 доллара.
- В сцене обеда Лилы и Фрая (в теле Зойдберга) в ресторане показано, что у доктора из языка может высовываться маленькая вторая челюсть, пародирующая чужого.
- Зойдберг говорил, что представители его вида умирают сразу после секса, однако Фрай не умер. Впрочем, это и естественно: чтобы умереть, Фрай в теле Зойдберга должен был совокупиться с другим декаподианцем женского пола.
- Большая Берта, робот-пушка, названа в честь одноимённого орудия.
- Подзаголовок эпизода «What happens in Cygnus X-1 stays in Cygnus X-1» (Что случилось на Лебеде X-1 остается на Лебеде X-1) отсылает к фильму «Зелёная миля».
- Когда Бендер рассказывает план кражи и перечисляет профессионалов, которые ему понадобятся, — это отсылка к фильму «Одиннадцать друзей Оушена».
- Венгром по-происхождению был актёр-лилипут Михай «Миху» Месарош, член цирковой компании «Ringling Bros. and Barnum & Bailey Circus», сыгравший Альфа в одноименном сериале.

## Телевидение и критика
«The Prisoner of Benda» стартовал на Comedy Central 19 августа 2010 года. В день премьеры «Заключённый Бенды» посмотрело 1 774 000 зрителей, что на 150 тысяч меньше от предыдущего эпизода, «A Clockwork Origin». Он получил рейтинг 1,2/2% доли в рейтингах Nielsen.
Эпизод был единогласно хорошо принят критиками, которые в значительной степени похвалили сложность эпизода и сценария.